# Chiesa dei Santi Vigilio e Valentino
La chiesa dei Santi Vigilio e Valentino è una chiesa cattolica situata a Vezzano, frazione di Vallelaghi, in Trentino, risalente al VI secolo. È parrocchiale e fa parte dell’arcidiocesi di Trento

## Storia

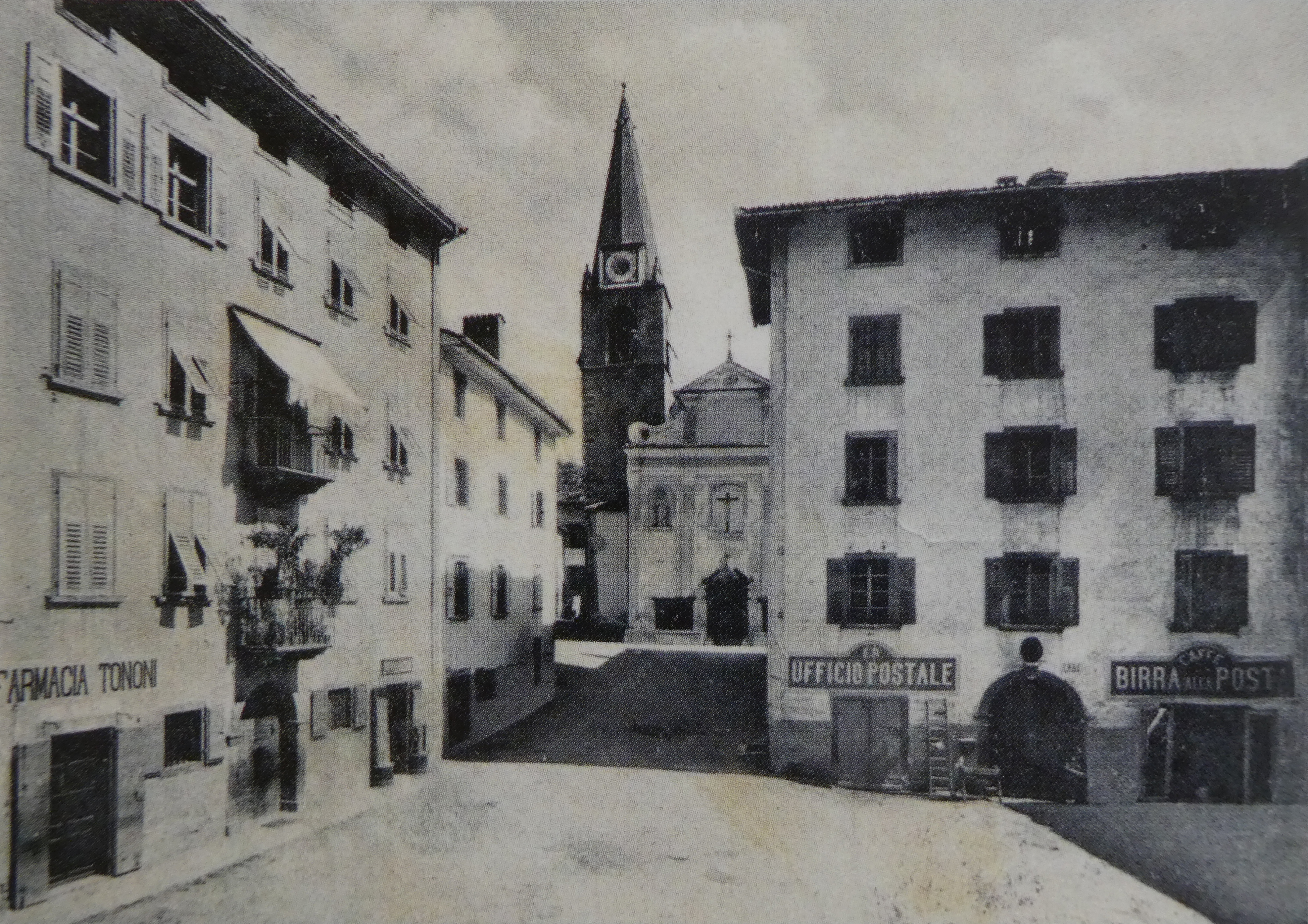
Foto di Giambattista Unterveger con uno scorcio del paese inclusa la chiesa vecchia, demolita nel 1905

La prima traccia concreta di un luogo di culto a Vezzano è una pietra datata 1221, rinvenuta durante i lavori di ricostruzione novecenteschi; di questo primo edificio, già intitolato a san Vigilio e a san Valentino, è documentata la consacrazione nel 1232. Una nuova consacrazione venne celebrata venti anni più tardi.
Verso il 1549 venne chiesta e ottenuta l'autorizzazione per abbattere la chiesa e ricostruirla, proposito che però non trovò compimento; quello stesso anno vennero invece aggiunti due altari laterali, consacrati poi nel 1562; verso la metà del secolo, e poi ancora nel 1578, venne anche sopraelevata la torre campanaria. Nel 1576 Vezzano fu elevata alla dignità di curazia, sussidiaria della pieve di Calavino, ma l'accordo venne ratificato dal cardinal Madruzzo solo nel 1581, concedendo al curato la possibilità di amministrare i sacramenti.
Un intervento strutturale ebbe luogo a metà Seicento, quando la chiesa rischiava di crollare; dopodiché è registrato un significativo ampliamento nel 1700. Nel 1814 al campanile fu aggiunto un orologio con quadrante affrescato.
Nella seconda metà dell'Ottocento si fece strada la necessità di un luogo di culto più spazioso; una prima ipotesi di ampliamento venne infine scartata in favore di una completa ricostruzione, avvenuta mentre era parroco don Donato Perli e su progetto dell'architetto Emilio Paor. Tutto venne rifatto dalle fondamenta, ad eccezione dell'antica torre campanaria; la prima pietra dell'erigenda parrocchiale venne posta nel 1905 e il 25 settembre 1910 la nuova chiesa venne consacrata dal vescovo Celestino Endrici.
Circa dalla metà del XX secolo iniziò un ciclo di lavori importanti: nel 1960 venne rifatto il sagrato e realizzato il mosaico sopra al portale; nel 1964-65 venne inserito l'impianto di riscaldamento; nel 1986-87 vi fu un intervento strutturale che vide tra l’altro il rifacimento della copertura e dei pavimenti; nel 1995-97 venne infine restaurato il campanile.

## Descrizione

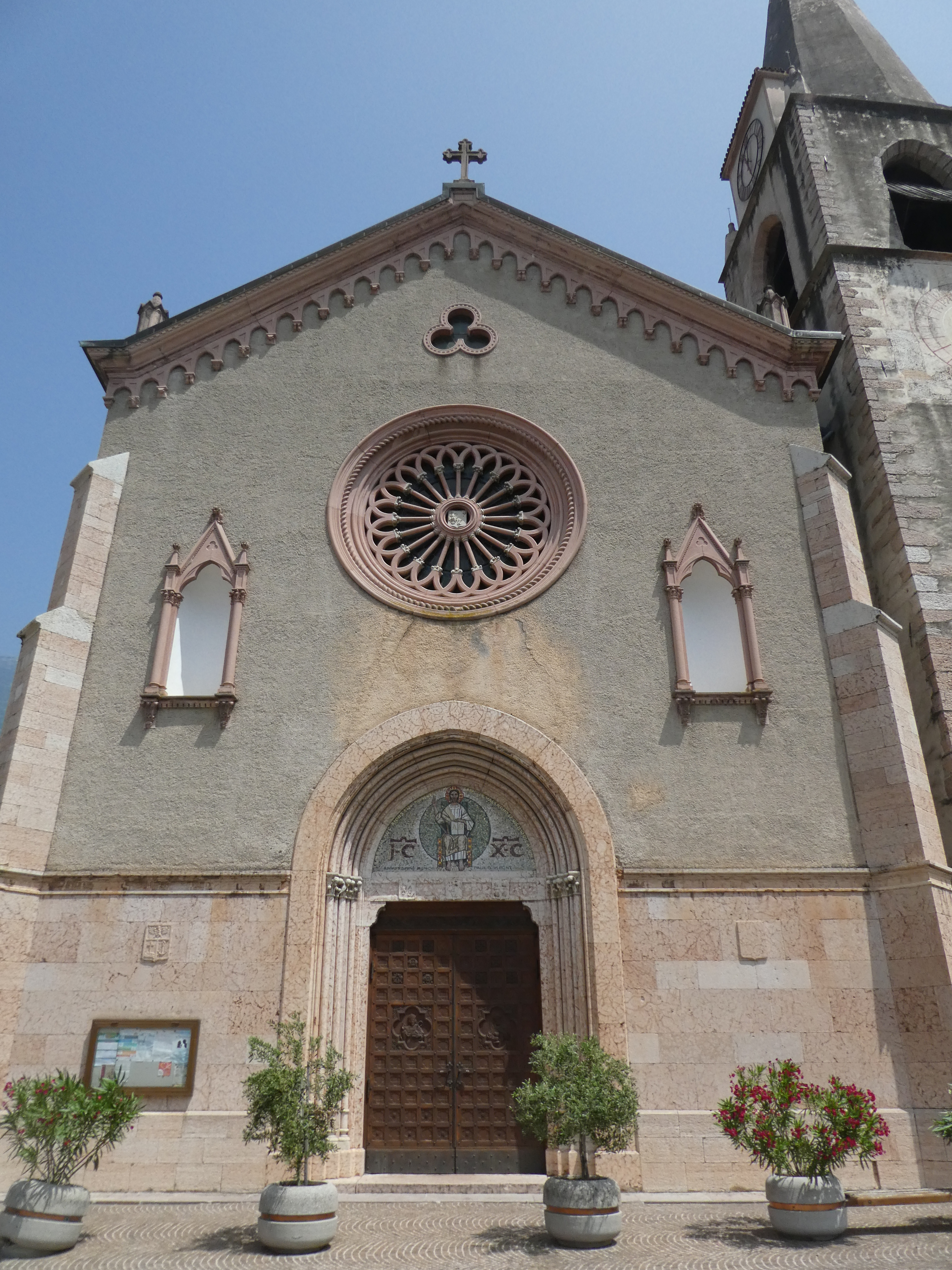
Facciata

### Esterno
La chiesa, orientata a nord, si trova nel centro storico di Vezzano. La facciata è a capanna, con spioventi ornati da archetti pensili e serrata tra due contrafforti angolari in pietra a vista; lo zoccolo è interrotto dal portale d'accesso strombato ad arcata ogivale, coronato da una lunetta contenente un mosaico di Cristo Pantocratore realizzato da Marco Bertoldi; sull'architrave sono riportati gli stemmi di papa Pio X e del vescovo Celestino Endrici e del comune di Vezzano, mentre quello di Eugenio Carlo Valussi, suo predecessore, è affisso in bassorilievo a sinistra del portale. Al centro del prospetto si apre un grande rosone, con due nicchie vuote ai lati (un tempo contenenti le statue dei due santi titolari) e un'apertura trilobata più in alto.
Le fiancate della chiesa seguono lo stile della facciata, con archetti pensili lungo il profilo superiore contrafforti in pietra a vista; i prospetti sono interrotti dai corpi delle cappelle laterali e dagli ingressi laterali, uno per lato. Sul lato orientale sono addossati un deposito, la sagrestia e il campanile; quest'ultimo è una torre a base quadrata con conci angolari in pietra a vista, portale ogivale e il quadrante d'orologio affrescato, che ha la particolarità di segnare tutte e ventiquattro le ore anziché le consuete dodici. La cella campanaria è aperta da monofore ogivali ed è sormontata da pinnacoli sui quattro lati e cuspide in pietra a base esagonale con croce sommitale.

### Interno

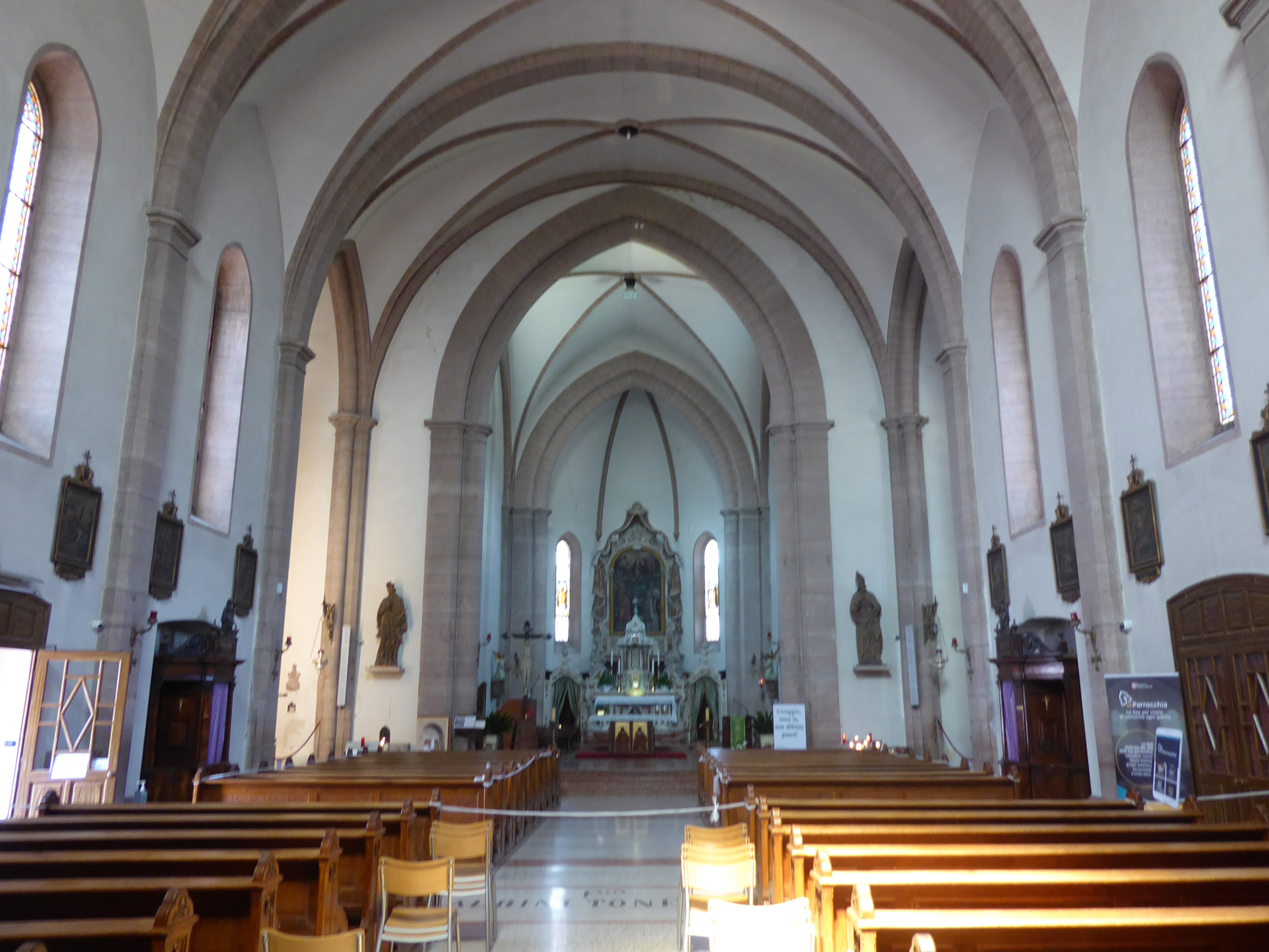
Interno

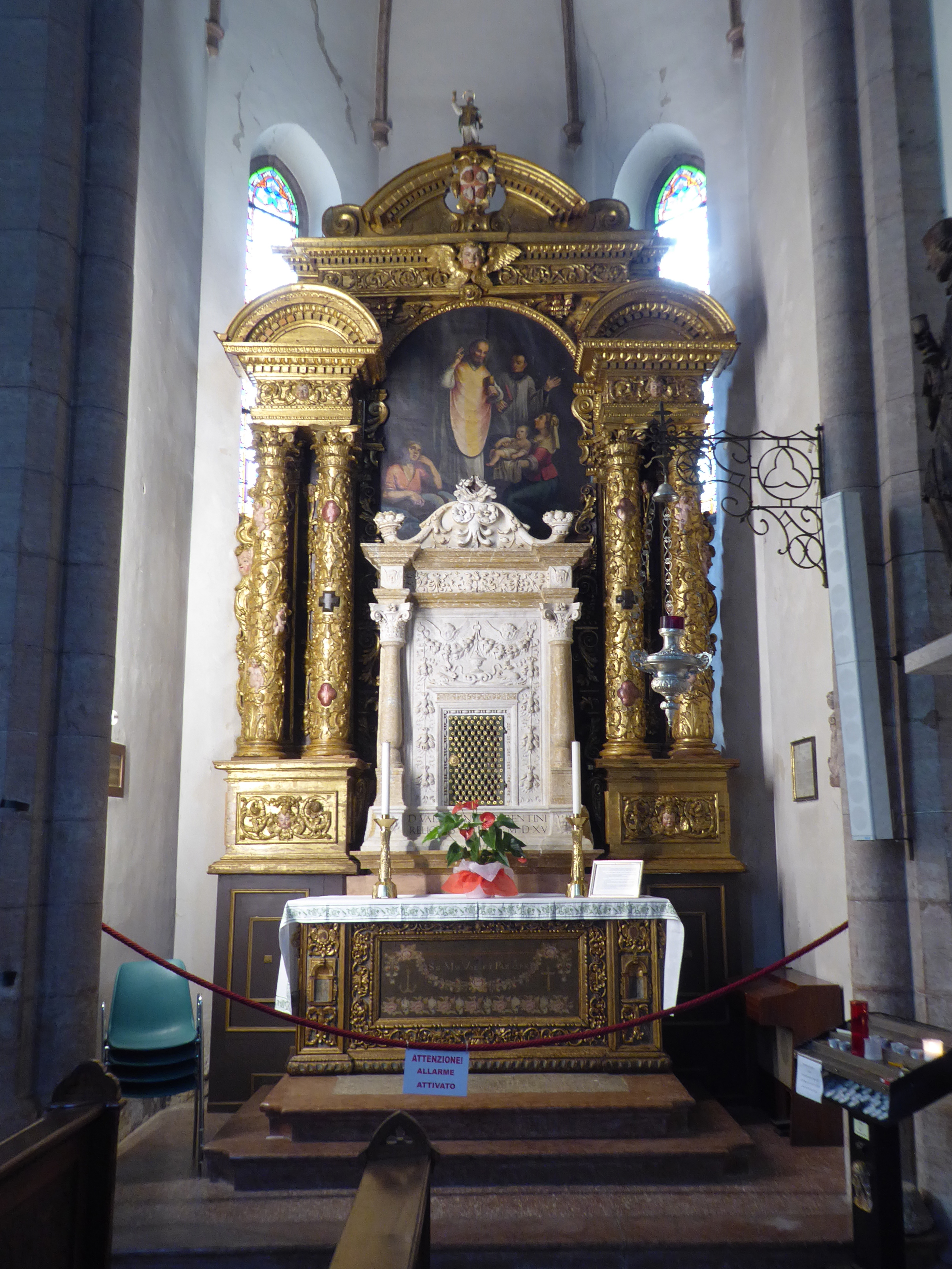
Il secondo altare sinistro, con il tabernacolo contenente le reliquie dei santi Valentino e Parentino

La chiesa ha un'unica navata, pavimentata in graniglia e suddivisa in cinque campate con volte a crociera dai costoloni in pietra rossa, impostate su paraste doriche che sorreggono arcate a tutto sesto; in terza campata vi sono gli accessi laterali, e in terza e quarta coppie di finestre ogivali. Alle pareti della navata sono appese le stazioni della via Crucis realizzate nel 1889, e all'inizio sono collocati anche il fonte battesimale intarsiato, chiuso da una cancellata, e due pietre tombali (una della famiglia Gosetti e l'altra del nobile Giordani), le uniche superstiti delle sei che si trovavano nel pavimento della chiesa vecchia.
Ai lati della seconda e della quinta campata si aprono delle cappelle poligonali voltate a ombrello, con coppie di finestrelle che sono cieche nella prima cappella sinistra; ogni cappella ospita un altare: 
- Il primo a sinistra, di bottega trentina, in legno intagliato, policromo e dorato, ha una pala con la Madonna assunta in cielo (a cui è dedicato) tra una schiera di angeli musicanti, e in basso i santi Fabiano, Bernardino da Siena, Pantaleone, Rocco e Sebastiamo; nelle lunette sopra la pala è dipinta l'Annunciazione, mentre al di sotto una pala più piccola riporta una celebrazione liturgica con personaggi in costumi seicenteschi (copia fotografica dell'originale trafugato nel 1999); una statua del Simonino campeggia sulla cimasa[1].
- Il secondo altare sinistro, opera trentina seicentesca, anch'esso in legno intagliato, policromo e dorato, è intitolato a san Valentino. La pala è un olio su tela seicentesco e raffigura il santo con un calice in mano, affiancato da un altro sacerdote, e una donna che gli presenta il proprio figlio colto da epilessia. Sull'altare è collocato un tabernacolo in pietra ammonitica bianca, di stile rinascimentale veneziano, datato 1515: esso contiene le reliquie dei santi Valentino e Parentino e, secondo la tradizione, venne realizzato quando esse vennero traslate in questa chiesa da quella di San Valentino in Agro. La cima dell'altare è ornata dallo stemma del borgo di Vezzano, su cui svetta una statua lignea di san Valentino. In questa cappella laterale è anche murata una tavoletta di terracotta che si tramanda coprisse le reliquie nella chiesetta di San Valentino: essa riporta incisa la scritta DCCCLX DIE IV APRILIS HIC SEPULTA SUNT CERTA OSSA BEATI VALENTINI ("Il 4 aprile dell'anno 860 qui furono sepolte le certe ossa del beato Valentino")[1].
- Il primo altare destro è in legno monocromato marrone, dorato e intagliato, e risale al 1663. Due colonne tortili racchiudono la pala d'altare, opera di Antonio Zeni da Tesero, raffigurante i santi Lucia, Antonio di Padova e Michele, sullo sfondo il battesimo di Gesù e in alto il tetragramma biblico in caratteri ebraici. Sulla cimasa sono poste le statuette di santa Barbara e di due angeli, mentre il paliotto è coperto da un arazzo in filo di lana policromo raffigurante la Pia opera di santa Dorotea, realizzato da Rosa Chemelli nel 1835[1].
- Il secondo altare destro, intitolato alla Madonna del Rosario, è sempre un'opera trentina seicentesca, in legno marrone con dorature, con paliotto ornato da un arazzo riportante il monogramma mariano. Nell'ancona è collocata una statua in legno della Madonna con Bambino scolpita da Johann Baptist Moroder nel 1886, pagata dalle offerte dei vezzanesi emigrati in Sud America; attorno alla nicchia sono disposti quindici quadretti rotondi ad olio su tela seicenteschi, raffiguranti gli altrettanti misteri del Rosario. Nella cimasa vi sono le sculture di angeli, di Dio Padre e della Madonna[1].

L'arco santo a sesto acuto è fiancheggiato da due mensole su cui sono poste le statue lignee dei due santi titolari, in origine collocate sulla facciata della chiesa. Oltre l'arco si trova il presbiterio, rialzato di tre gradini, pavimentato in lastre di pietra e coperto da volta a crociera costolonata, dotato di due oculi e del portale d'accesso per la sagrestia; ai piedi dell'arcata sostano due leoni di pietra calcarea cinquecenteschi provenienti da Castel Madruzzo. Un altro arco a sesto acuto introduce all'abside poligonale, aperta da due finestre ogivali con vetrate raffiguranti i due titolari. 
L'altare maggiore, consacrato il 31 ottobre 1773, è realizzato in marmo bianco, giallo di Brentonico e verde delle Alpi, diaspro, pietra di paragone e onice; il tabernacolo è affiancato da due angeli, mentre sull'antipendio campeggia un mosaico attribuito a Domenico Italiani con la traslazione del corpo di san Vigilio martire verso Trento, con in primo piano il paese di Vezzano e i due titolari della chiesa (una tradizione afferma che il corpo di Vigilio venne deposta in questa chiesa per una notte durante il viaggio di ritorno dalla Val Rendena). Ai lati dell'altare vi sono le due arcatine d'accesso all'abside, realizzate da Andrea Filippini e aggiunte nel 1784. L'ancona è fissata sulla parete di fondo, e ospita una pala raffigurante l'incoronazione di Maria con Gesù, Dio Padre e i santi Vigilio e Valentino.